# Джей Вайнберг
Джей Вайнберг (англ. Jay Weinberg, нар. 8 вересня 1990, Міддлтаун, Монмут, Нью-Джерсі, США) — американський музикант, колишній барабанщик метал гурту-Slipknot.

## Біографія
Джей народився 8 вересня 1990 року у місті Міддлтаун, штаті Нью-Джерсі. Його батько (Макс Вайнберг) теж являється барабанщиком гурту E Street Band, а матір колишня вчителька (Беккі Вайнберг) та у Джея є сестра (Алі Вайнберг). У 2009 році він гастролював із Брюстіном Спрінгстіном та гуртом E Street Band. Джей виграв Modern Drummer Readers Poll 2017 року в категорії «Металевий барабанщик». Музикант набрав майже вдвічі більше голосів, ніж решта учасників разом узятих. До списку номінантів увійшли такі імена, як Пол Бостаф (Slayer), Рей Луз'є (Korn), Джок Валлгрен (Amon Amarth), Арт Круз (Lamb of God) та Кріс Контос (Machine Head (гурт)). Раніше, а тобто у 2010 році в лютому почав грати з хардкор-панк-гуртом Madball.У червні цього ж року об'явили, що він мав стати барабанщиком для їхнього майбутнього туру та альбому Empire, але у вересні його звільнили.
Також у 2010 році в листопаді об'явили, що Вайнберг гратиме у гурті Against Me! на їхніх майбутніх концертах 2011 року, замінюючи Джорджа Ребелло. Наприкінці 2011 року Against Me! розпочали запис нового альбому, в якому взяв участь і сам Вайнберг, але в грудні 2012 року, не повідомивши інших учасників, Джей оголосив, що залишає колектив і побажав гурту усього найкращого у майбутньому.
У травні 2013 року Вайнберг замінив барабанщика Kvelertak під час Північно-Американського туру гурту.
У 2014 Вайнберг потрапив до Slipknot.
Під час появи на WSOU барабанщик Slipknot (Джей Вайнберг) згадав, як він приєднався до гурту у 2014 році, зайнявши позицію колишнього барабанщика гурту Джої Джордисона, а також обговорив музику, яку він зробив із гуртом та багато іншого. Джей взяв участь у записі п'ятого альбому .5: The Gray Chapter і в наступному турі, замінивши Джої Джордисона, який пішов через стан здоров'я у 2013 році. Його особистість довгий час трималася у секреті, поки драм-технік (який до цього займався встановленням ударних для барабанщика і який був згодом звільнений) не виклав у свій Instagram список, до якого заносять учасників групи, серед яких враховувався і Вайнберг, після чого не залишилося сумнівів до того, що Джей справді є новим барабанщиком гурту Slipknot.

### Маски Вайнберга
В еру альбому .5: The Gray Chapter Джей носив тканинну маску з блискавкою на роті та дев'ятикутною зіркою на лобі, що є однією з емблем Slipknot. Наприкінці 2015 Вайнберг змінив її, додавши сильні потертості, через що на ній з'явилися широкі білі смуги. В епоху шостого альбому Джей носив маску-копію однієї з масок Пола Ґрея, причому на лобі один із логотипів групи у вигляді дев'яти променів. Рот закритий скобами, а з боків видно шматки тканини. Інша варіація маски епохи The End, So Far набула білого кольору та іншої форми очей, а на роті з'явилися прорізи, як це зроблено на масці гітариста Міка Томпсона, але пізніше була змінена і натхненна давньоримським образотворчим мистецтвом (це прив'язано до першого в історії Knotfest в Італії).